# Mesogobius
Mesogobius es un género de peces de la familia Gobiidae y de la orden de los Perciformes.

## Especies
- Mesogobius batrachocephalus
- Mesogobius nigronotatus
- Mesogobius nonultimus

- Datos: Q907095
- Multimedia: Mesogobius / Q907095
- Especies: Mesogobius